# Cerdistus divaricatus
Cerdistus divaricatus là một loài ruồi trong họ Asilidae. Cerdistus divaricatus được White miêu tả năm 1918.